# Метт Макдоналд
Метт Макдоналд (англ. Matt Macdonald, нар. 15 березня 1999) — новозеландський веслувальник, олімпійський чемпіон 2020 року, срібний призер 2024 року.

## Виступи на Олімпіадах
| Олімпіада  | Дисципліна | Місце |
| ---------- | ---------- | ----- |
| Токіо 2020 | вісімки    | 1     |
| Париж 2024 | четвірки   | 2     |

## Зовнішні посилання
- Метт Макдоналд на сайті FISA.